# Байкальское
Байка́льское — село в Северо-Байкальском районе Бурятии. Образует сельское поселение «Байкальское эвенкийское».

## География

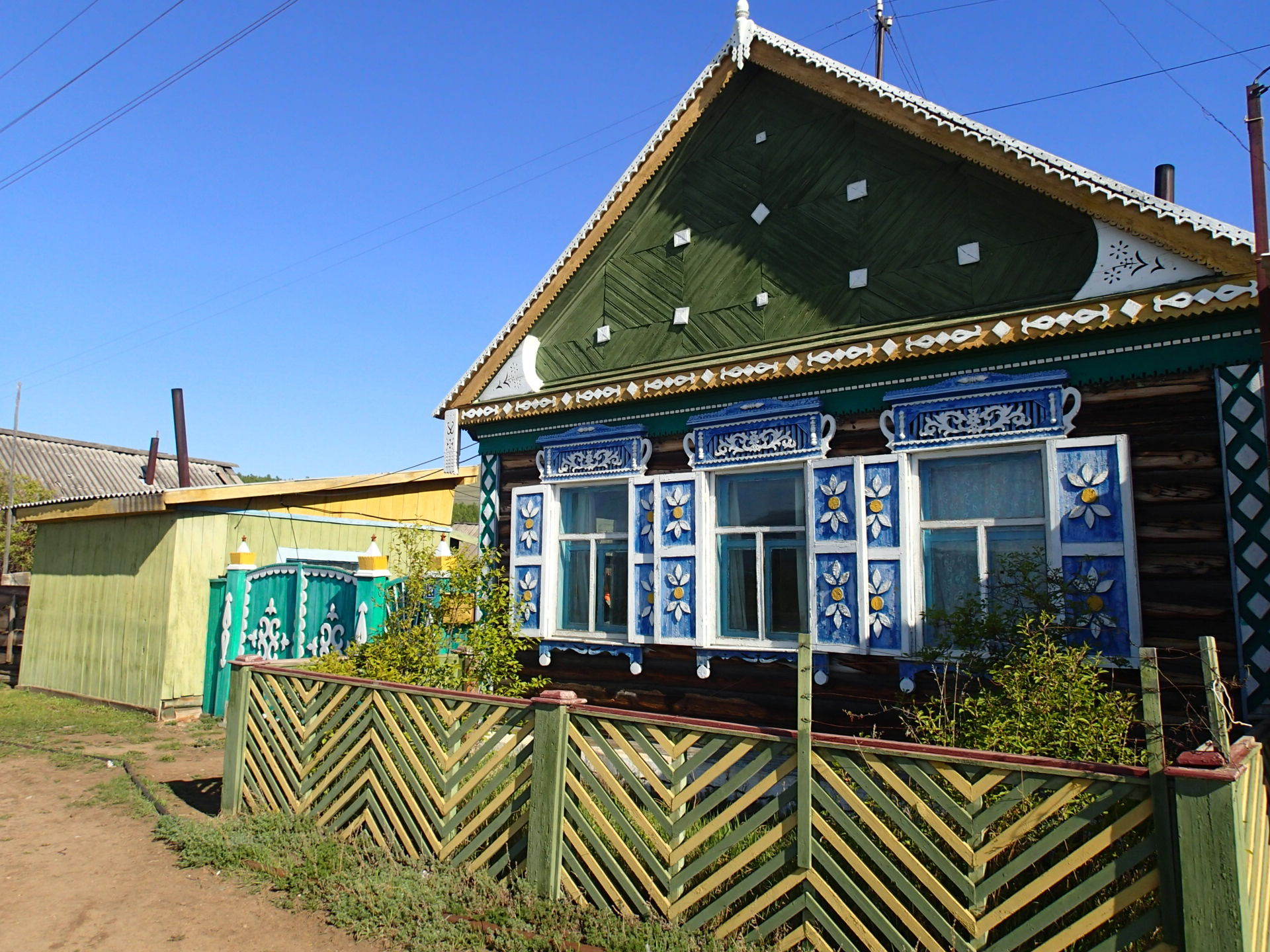
Дом в селе

Расположено к юго-западу в 41 км от города Северобайкальска, и в 65 км от районного центра, посёлка городского типа Нижнеангарска, на северо-западном берегу озера Байкал, на левом берегу устья реки Рель.

## История
Первое название села — Горемыка (Горемыкино). Переименовано в Байкальское Указом Президиума Верховного Совета РСФСР от 15 июля 1942 года.

## Население
| 2002 | 2010 | 2012 | 2013 | 2014 | 2015 | 2016 |
| ---- | ---- | ---- | ---- | ---- | ---- | ---- |
| 719  | ↘675 | ↘659 | ↘649 | ↗662 | ↘660 | ↘655 |
| 2017 | 2018 | 2019 | 2020 | 2021 | 2023 | 2024 |
| ↘638 | ↘627 | ↘608 | ↘600 | ↘594 | ↘587 | ↘575 |

## Инфраструктура
Администрация сельского поселения, средняя общеобразовательная школа, фельдшерско-акушерский пункт, почтовое отделение, детский сад, сельский дом культуры

## Экономика
Рыболовство, животноводство, охота, лесозаготовки. В селе действуют три эвенкийские семейно-родовые общины («Рель», «Токи», «Возрождение»), занимающиеся охотой, рыболовством и добычей нерпы.

## Достопримечательности
Иннокентиевская церковь — православный храм, относится к Северобайкальской епархии Бурятской митрополии Русской православной церкви.